# An Enemy to the King
An Enemy to the King è un film muto del 1916 diretto da Frederick A. Thomson.
La sceneggiatura si basa su An Enemy to the King, un lavoro teatrale di Robert N. Stephens andato in scena in prima a Broadway al Lyceum Theatre il 1º settembre 1896.

## Trama
Nel sedicesimo secolo, in Francia, viene detto a Julie De Varion che suo padre, simpatizzante ugonotto, potrà essere liberato se lei contribuirà a catturare Ernanton De Launay, un nemico del re. In una locanda, Julie incontra un uomo che le promette di portarla da Ernanton, che lei dice di voler solo incontrare. Ernanton, in realtà, è proprio l'uomo della locanda che ben presto si innamora di Julie, tanto da uccidere il proprio servo quando questo insiste a dire che la donna è una spia. Lui, però, alla fine scopre che Julie si è messa al servizio del re; ma lei, al momento di tradirlo, si rifiuta di consegnarlo agli sgherri perché anche lei si è innamorata. Ernanton la segue fino a palazzo e, per salvarne il padre, si consegna volontariamente ai funzionari del re. Quando gli ugonotti assaltano il palazzo, il padre di Julie viene liberato ed Ernanton può fuggire.

## Produzione
Il film fu prodotto dalla Vitagraph Company of America.

## Distribuzione
Distribuito dalla Greater Vitagraph (V-L-S-E), il film uscì nelle sale cinematografiche statunitensi il 26 novembre 1916.